# Community Parent Education Program
Community Parent Education Program (COPE) är ett föräldrastödsprogram som har utarbetats i Kanada av professor Charles Cunningham vid McMaster University, Hamilton, Ontario.